# Waleri Igorewitsch Knjasew
Waleri Igorewitsch Knjasew (russisch Валерий Игоревич Князев, tschechisch Valerij Kňazev; * 11. Juni 1992 in Wolgograd, Russische SFSR) ist ein ehemaliger russischer Eishockeyspieler, der unter anderem beim HK Sibir Nowosibirsk in der Kontinentalen Hockey-Liga sowie HK Skalica in der slowakischen Extraliga aktiv war.

## Karriere
Waleri Knjasew wurde in Wolgograd geboren, zog jedoch als Kind mit seiner Familie nach Prag. Dort begann er seine Karriere als Eishockeyspieler in der Nachwuchsabteilung des HC Sparta Prag. Im Draft der Canadian Hockey League wurde er in der ersten Runde vom Brampton Battalion ausgewählt. Für diese kam Knjasew in der Saison 2009/10 zu zehn punkt- und straflosen Einsätzen in der kanadischen Juniorenliga Ontario Hockey League, ehe er sich entschloss, nach Tschechien zurückzukehren, wo er weiterhin für die Jugendmannschaften von Sparta spielte. In der Saison 2010/11 absolvierte er zudem als Leihspieler sechs Einsätze für die den HC Berounští Medvědi in der 1. Liga, der zweiten tschechischen Spielklasse. Im KHL Junior Draft 2011 wurde Knjasew in der ersten Runde als insgesamt 15. Spieler vom HK Sibir Nowosibirsk ausgewählt, für dessen Profimannschaft er ab der Saison 2011/12 in der Kontinentalen Hockey-Liga spielte. Parallel lief er für die Juniorenmannschaft des Vereins in der multinationalen Nachwuchsliga Molodjoschnaja Chokkeinaja Liga auf.
Im November 2013 verließ er Russland und wurde vom HC České Budějovice aus der tschechischen 1. Liga verpflichtet. Anschließend folgten kurze Phasen beim HC Pardubice, für den er sein erstes Spiel in der tschechischen Extraliga absolvierte, beim HC Havlíčkův Brod, LHK Jestřábi Prostějov, HC Šumperk, HC Dukla Senica und HKM Zvolen.
Von 2016 bis 2019 spielte er durchgängig für den HK Skalica in der slowakischen Extraliga, ehe er seine Karriere beendete.